# Desleigh Owusu
Desleigh Owusu (* 20. September 2001) ist eine australische Leichtathletin, die sich auf den Dreisprung spezialisiert hat. 2024 wurde sie in Suva Ozeanienmeisterin in dieser Disziplin.

## Sportliche Laufbahn
Erste internationale Erfahrungen sammelte Desleigh Owusu im Jahr 2019, als sie bei den U20-Ozeanienmeisterschaften in Townsville mit einer Weite von 12,87 m die Goldmedaille im Dreisprung gewann. 2022 siegte sie mit 13,18 m beim Sydney Track Classic und gewann dann bei den Ozeanienmeisterschaften in Mackay mit 13,30 m die Silbermedaille hinter ihrer Landsfrau Kayla Cuba. Im Jahr darauf siegte sie mit 13,38 m beim Christchurch International Track Meet und belegte im August bei den World University Games in Chengdu mit 13,49 m den sechsten Platz. Ende November siegte sie dann mit 13,23 m bei den Pazifikspielen in Honiara. 2024 siegte sie mit 13,45 m bei den Ozeanienmeisterschaften in Suva und im Jahr darauf gewann sie bei den World University Games in Bochum mit 13,86 m die Bronzemedaille hinter der Usbekin Sharifa Davronova und Linda Suchá aus Tschechien.
In den Jahren von 2023 bis 2025 wurde Owusu australische Meisterin im Dreisprung.